# Štefan Svitko
Stefan Svitko, né le 26 juin 1982 à Žaškov, est un pilote de rallye-raid et d'enduro slovaque.
En 2016, il finit deuxième du Rallye Dakar en ayant remporté une étape. Il est le premier slovaque à monter sur le podium du Dakar.

## Palmarès

### Résultats au Rallye Dakar
en moto
- 2010 : 13e
- 2011 : abandon
- 2012 : 5e
- 2013 : abandon
- 2014 : 9e
- 2015 : 5e
- 2016 : 2e, vainqueur de la 10e étape
- 2017 : 25e
- 2018 : abandon (étape 10)
- 2019 : abandon
- 2020 : 11e
- 2021 : 8e
- 2022 : 12e
- 2023 : 12e
- 2024 : 9e
- 2025 : 10e

### Autres rallyes
- Vainqueur de l'Africa Eco Race 2022